# 桜町 (豊田市)
桜町（さくらまち）は、愛知県豊田市の町名。現行行政地名は桜町1丁目から2丁目。

## 地理
豊田市西部、挙母地区の東部に位置し、東は挙母町、西は西町、南は元城町、北は神明町に接する。

## 世帯数と人口
2023年（令和5年）1月1日現在の世帯数と人口は以下の通りである。
| 町丁 | 世帯数  | 人口  |
| ---- | ------- | ----- |
| 桜町 | 154世帯 | 335人 |

## 学区
市立小・中学校に通う場合、学区は以下の通りとなる。
| 番・番地等 | 小学校             | 中学校               | 高等学校普通科 |
| ---------- | ------------------ | -------------------- | -------------- |
| 全域       | 豊田市立元城小学校 | 豊田市立崇化館中学校 | 三河学区       |

## 歴史

### 沿革
- 1959年（昭和34年）1月1日 - 挙母市大字挙母の一部より、豊田市桜町が成立[7]。

## 施設
- 安栖院
- 日本福音ルーテル挙母教会
- 挙母ルーテル幼稚園

## 交通
- 国道153号（国道419号重複）

## その他

### 日本郵便
- 郵便番号 : 471-0029[3]（集配局：豊田郵便局[8]）。